# Attevidae
Attevidae es una familia de lepidópteros perteneciente a la superfamilia Yponomeutoidea. Contiene un solo género, Atteva. El grupo tiene una distribución pantropical, pero al menos una especie (Atteva aurea) tiene un rango que se extiende en la zona templada. La opinión prevalente hasta hace poco era que probablemente se trataba de un grupo monofilético dentro de la familia Yponomeutidae. Estudios recientes indican que es una familia, Attevidae, dentro de Yponomeutoidea.

## Especies
- Atteva albiguttata - Zeller, 1873
- Atteva albitarsis - Zeller, 1875
- Atteva aleatrix - Meyrick, 1922
- Atteva anisochrysa - Meyrick, 1928
- Atteva apicalis - Snellen van Vollenhoven, 1863
- Atteva aurata - Butler, 1882
- Atteva aurea - Fitch, 1856
- Atteva balanota - Meyrick, 1910
- Atteva basalis - Snellen van Vollenhoven, 1863
- Atteva brucea - Moore, 1859
- Atteva carteri - Walsingham, 1891
- Atteva charopis - Turner, 1903
- Atteva chionosticta - Durrant, 1916
- Atteva conspicua - Walsingham, 1900
- Atteva cosmogona - Meyrick, 1931
- Atteva cuprina - Felder, 1875
- Atteva emissella - Walker, 1863
- Atteva fabricella - Wallengren, 1861
- Atteva fabriciella - Swederus, 1787
- Atteva flavivitta - Walker, 1866
- Atteva fulviguttata - Zeller, 1873
- Atteva gemmata - Grote, 1873
- Atteva heliodoxa - Meyrick, 1910
- Atteva hesychina - Turner, 1923
- Atteva holenopla - Diakonoff, 1967
- Atteva hysginiella - Wallengren, 1861
- Atteva impariguttata - Zeller, 1877
- Atteva impunctella - Ritsema, 1875
- Atteva intermedia - Becker, 2009
- Atteva iris - Felder, 1875
- Atteva mathewi - Butler, 1887
- Atteva megalastra - Meyrick, 1907
- Atteva modesta - Snellen, 1901
- Atteva monerythra - Meyrick, 1926
- Atteva monoplanetis - Meyrick, 1910
- Atteva niphocosma - Turner, 1903
- Atteva niveigutta - Walker, 1854
- Atteva niviguttella - Walker, 1863
- Atteva numeratrix - Meyrick, 1930
- Atteva pastulella - Fabricius, 1787
- Atteva porphyris - Meyrick, 1907
- Atteva pulchella - Moore, 1888
- Atteva pustulella - Fabricius, 1794
- Atteva pyrothorax - Meyrick, 1928
- Atteva rawlinsi - Becker, 2009
- Atteva rex - Butler, 1887
- Atteva sciodoxa - Meyrick, 1908
- Atteva scolecias - Meyrick, 1928
- Atteva siderea - Walsingham, 1891
- Atteva sidereoides - Becker, 2009
- Atteva sphaerodoxa - Meyrick, 1918
- Atteva sphaerotrocha - Meyrick, 1936
- Atteva subaurata - Durrant, 1900
- Atteva teratias - Meyrick, 1907
- Atteva tonseana - Tams, 1935
- Atteva triplex - Diakonoff, 1967
- Atteva zebra - Duckworth, 1967
- Atteva zebrina - Becker, 2009